# Varroa destructor
Varroa destructor je vanjski parazit, grinja koji napada pčele vrste Apis cerana i Apis mellifera. Uzročnik je varoze kod pčela, čijim se masnim tkivom hrani. Ženka nametnika je vrlo mala, crvenkasto-smeđe boje. Mužjak je još manji, bijelo-sive do žućkaste boje. Tijela su im ovalna i spljoštena. Mužjaci nakon oplodnje ugibaju. 

## Rasprostranjenost
Zbog svoje prilagodljivosti i stjecanja imuniteta na određena sredstva varroa je rasprostranjena po gotovo cijelom svijetu.

## Razvojni ciklus
Varroa da bi preživjela mora se prilagoditi životu u zajednici koju je zaposjela. Odrasla ženka varroe napušta odraslu pčelu i zaposjeda radiličku ili trutovsku stanicu. Radiličku 20 satiprije poklapanja, a trutovsku 40 sati. Ako je u prilici radije zaposjeda trutovsku ličinku. Vjerojatnost da će zaposjednuti radiličku i do 10 puta je manja nego da će zaposjednuti trutovsku ličinku. Nakon što je poklopljena pčelinja ličinka se ispruži kako bi pojela preostalu hranu s dna stanice. U tom trenutku grinja varroa koristi priliku da se oslobodi iz hrane i penje se na ličinku na kojoj se zadržava čitavo vrijeme. 

## Reprodukcija
Reprodukcija varroe počinje vrlo brzo. Ona se trudi jajašaca početi polagati čim prije jer se mora razmnožavati u poklopljenom leglu. Razmnožavanje varroe prestaje kada pčela izlazi iz stanice.

## Prehrana
Varroa se nikada ne hrani na prednjem dijelu pčele (glava, prsište) već na zatku. To njezino ponašanje objašnjava se kao sprječavanje oštečenja same ličinke (usta, krila, noge i ticala) jer kada ličinka nebi preživjela varroa bi ostala zarobljena u poklopjenoj stanici i umrla bi zajedno s ličinkom. Ta prilagodba zajednici koju zaposjeda i brzina razmnožavanja varrou pretvaraju u pametnog i opasnog parazita kojeg se nije lako riješiti.

## Širenje varroe
U košnici varroa se širi preko legla. Na veće udaljenosti širi se selećim pčelarenjem. Iz invadirane košnice varou prenose pčele skupljačice. Najvažniji način širenja na malim udaljenostima je pljačkanje oslabljenih pčelinjih zajednica. Zalijetanje u tuđe košnice iz zaraženih u zdrave zajednice veće je nego u suprotnom smjeru.
preled širenja varroe po svijetu  Arhivirana inačica izvorne stranice od 17. lipnja 2006. (Wayback Machine)

## Liječenje i suzbijanje
Za liječenje varooze danas postoji nekoliko metoda:
1.Klasične metode liječenja predstavljaju uporabu preparata (akaricida) na bazi coumaphosa, fluvalinata, brompropilata, acrinathrina. Problem koji se javlja upotrebom ovih preparata je pojava rezistentnosti nametnika i rezidue u pčelinjim proizvodima (posebice kod nekvalitetne primjene).
2. Alternativne metode predstavljaju kombinaciju različitih metoda i tretmana:
- biotehničke metode ( izrezivanje trutovskog legla, izdvajanje radiličkog legla, trutovske klopke i dijeljenje zajednica, formiranje novih zajednica sa satnim osnovama)
- upotreba kiselina (mravlja, mliječna i oksalna)
- uporaba eteričnih ulja (thymol, api life var, thymovar, apiguard)
- uporaba mineralnog ulja

3. Selekcija pčela na tolerantnost na varrozu jedina je mjera od koje se očekuje trajni oblik suzbijanja bolesti. Da bi dobili pčele koje su tolerantnije potrebno je vršiti selekciju na specifične karakteristike pčela – higijensko ponašanje, čišćenje tijela, skraćenje razvoje u poklopljenom leglu. Uzgojem i korištenjem matica s izraženom tolerantnsti na nametnika smanjit će se uporaba lijekova i rizik od rezidua u pčelinjim proizvodima

### Liječenje i suzbijanje u eko pčelarstvu
U eko pčelarstvu u Hrvatskoj osim izrezivanja trutovskog legla zakonski je dozvoljena upotreba:
- kiselina – mravlja, mliječna i oksalna

## Galerija
- Varroa na pčelinjem leglu preko kojeg se širi vrlo brzo i prelazi na pčele
- Prikaz varroe u stvarnoj veličini
- Pčele nekad burno reairaju na tretman protiv varroe

## Poveznice
- Pčelarstvo
- Varroa
- Varroa jacobsoni
- Varroa rinderreri
- Varroa underwoodi
- Pčela
- Grinja

## Vanjske poveznice
- Pčelarstvo.hr – pčelarstvo online